# 雙角裂螺
雙角裂螺（学名：Hemimarginula biangulata）为裂螺科下的一个种。

## 扩展阅读
- 維基物種上的相關：雙角裂螺